# クロフネ
クロフネ（欧字名:Kurofune、1998年3月31日 - 2021年1月17日）は、日本の競走馬、種牡馬。
アメリカ合衆国で生産され、日本で調教された外国産馬。2001年春にNHKマイルカップに優勝、ダート路線に転じた秋にはジャパンカップダートを含む2戦をいずれも大差でレコード勝ちしたが、同年末に屈腱炎発症のため引退した。同年のJRA賞最優秀ダートホース。通算10戦6勝、うちレコード勝利4回。芝とダートの双方で活躍したが、特にダートでは日本競馬史上最強馬と評される1頭である。
2002年より種牡馬。短距離GI競走で2勝を挙げたカレンチャン、白毛馬として史上初めてGI競走を勝利したソダシなど10頭のGI級競走優勝馬を輩出している。2020年限りで種牡馬を引退。
日本軽種馬協会が運営するJBISサーチにおいては、同名の競走馬が1957年産、1971年産において存在。本記事では1998年産の競走馬について記述。

## 経歴

### 生い立ち
アメリカ合衆国ケンタッキー州のニコラス・M・ロッツによる生産。父フレンチデピュティは競走馬時代に米G2・ジェロームハンデキャップなど4勝を挙げ、2年前にアメリカで種牡馬入りしたばかりだった。母ブルーアヴェニューは北米で5勝を挙げ、その姉にはヴァニティー招待ハンデキャップ、ミレイディハンデキャップ（いずれもG1）など11勝を挙げたブロートツウマインドがいた。他方、母の父であるクラシックゴーゴーはテキサス州において無料に近い種付け料で種牡馬生活を送っていた無名の存在であった。
1歳時にピンフッカーに7万ドルで購買された後、ナイルブレイン・ステーブルズで調教を積まれ、2000年2月にファシグ・ティプトン社主催のトレーニングセールに上場された。当時ナイルブレイン・ステーブルズで研修していた吉田俊介（後のノーザンファーム空港牧場場長）によれば、同所で育成されていた後のホープフルステークス（アメリカ）優勝馬・ヨナグスカに勝るとも劣らないという評判であったといい、吉田自身も「大物感というか、落ち着き払った感じで風格があった」と回想している。ここで最初の購買時から6倍強の価格となる43万ドルで吉田勝己に落札され、4月に輸送され北海道早来町のノーザンファームで育成調教を積んだ。同場の育成担当者も「良い動きをするし、古馬のような雰囲気を感じる」と高く評価し、調教の進捗に連れてその評判はさらに高まっていった。翌年の2001年には東京優駿（日本ダービー）がはじめて外国産馬にも開放される予定となっており、馬主となった金子真人は本馬に「開放初年度のダービーを勝って欲しい」という願いを込め、1853年に浦賀へ来港し日本に開国を迫ったマシュー・ペリー率いるアメリカ艦隊の通称「黒船」に由来するものである「クロフネ」と命名した。

### 競走馬時代

#### 2歳（旧3歳）時（2000年）

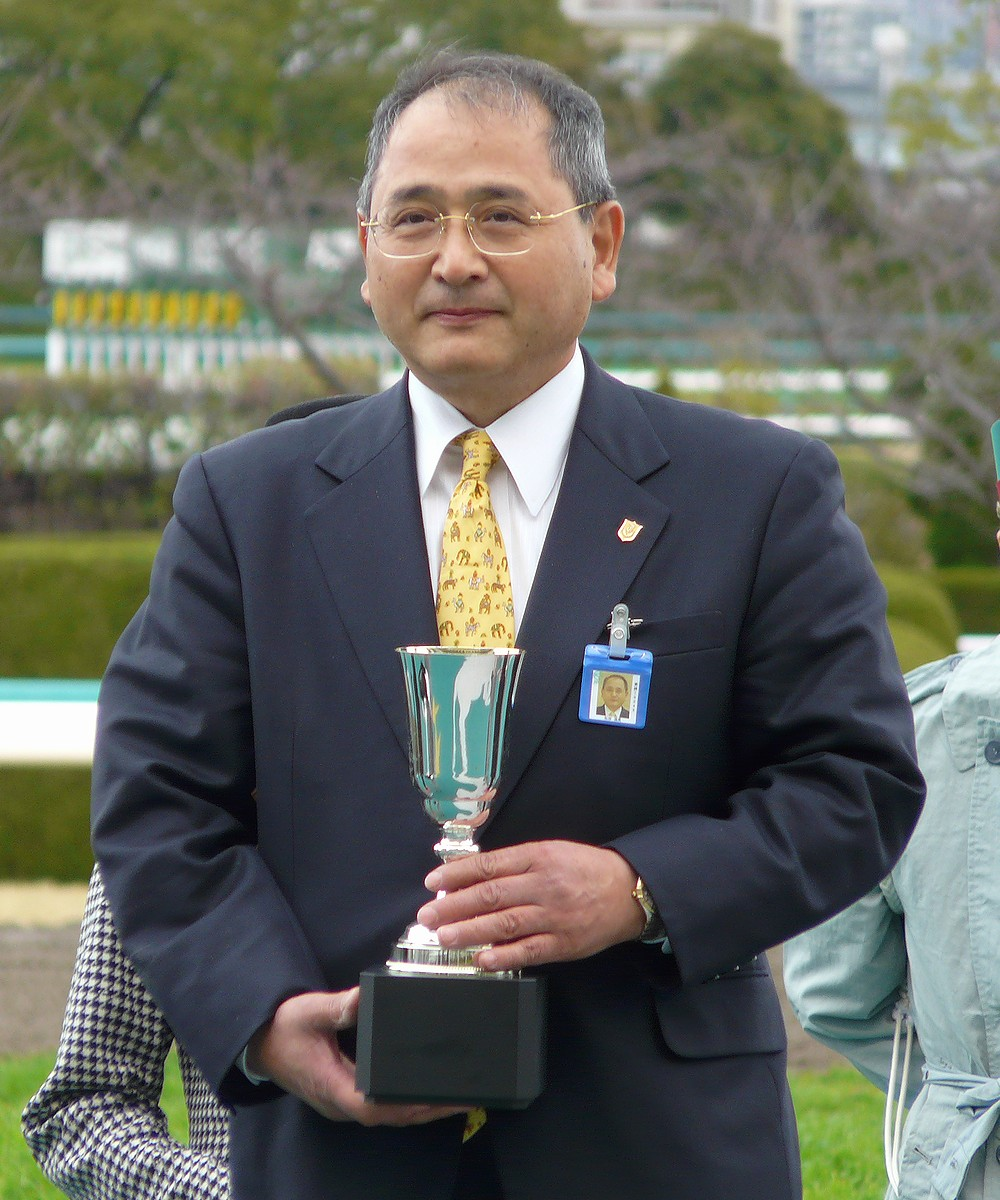
松田国英（2010年）

8月、管理調教師・松田国英（栗東トレーニングセンター）のもとへ入厩。松田はトレーニングセールでの姿をビデオで観た際、その雄大な馬格から「歴戦の古馬のようだ」という印象を抱いていたが、当時は日本到着後の長い検疫明けだったこともあり、痩せた牝馬のようであったという。しかし松田はクロフネがこうした厳しい経験をしたことでさらなる成長が見込めると期待していた。松田は気心の知れた記者から「今年期待の新馬は」と問われた時にクロフネの名を挙げ、「馬体のバランスが良くて、勝負根性もある。しかも品がある。彼こそ本当の紳士だよ」とクロフネを言い表した。
10月14日、京都開催の新馬戦で松永幹夫を鞍上にデビュー。関係者の間では注目を集めていたが、直前の調教でのタイムは水準級といったものであり、父・フレンチデピュティの実力も未知数だったということに加えて芝の適性に疑問符がつく血統だったため当日は3番人気であった。レースでは逃げるシゲルフェニックスの2番手につけて折り合いもつき、終始楽な手応えを維持。4コーナーではエイシンスペンサーとほぼ同じ位置取りだったものの、馬群の中を割ったエイシンスペンサーに対して窮屈な内に入ってしまい、立て直して外に持ち出し急追したもののエイシンスペンサーにクビ差届かず2着に敗れた。
続いて出走した2戦目の新馬戦は距離が前走の1600メートルから2000メートルに延長されたが、単勝オッズは1.3倍の人気を集めた。道中は3番手につけ、スタート直後の1コーナーでやや行きたがるそぶりを見せたもののそれ以降はスムーズに折り合う。直線持ったままで先頭に並びかけると松永がわずかに鞭を入れたのみで抜け出してゴールし、従来のレコードを1秒2更新しての初勝利を挙げた。続くエリカ賞でも単勝1.3倍の人気を集め、レースではマイネルユーゲントとアドマイヤコンドルの先頭争いを見ながら3番手を追走し、外目を回って直線に向くと松永が軽く追い出しただけで抜け出して快勝。2000メートルで2戦連続のレコードを記録する。2000メートルという中距離を連続して使われた背景には、2400メートルで行われる日本ダービーに向け、騎手の手綱に反して先へ行きたがる気性を矯正しておきたいという思惑もあった。
重賞初出走となったラジオたんぱ賞3歳ステークスでは、当年の日本ダービー優勝馬アグネスフライトの全弟・アグネスタキオン、札幌3歳ステークスの優勝馬・ジャングルポケットが出走してきたものの当日の単勝オッズでは1.4倍の1番人気に支持された。クロフネの馬体はレースを使いつつ絞れてきた馬体だったが、松田はクロフネが最も強いとみて余裕を残した仕上げで送り出し、前走から6キロ増の514kgで出走した。レースはスターリーロマンスとマイネルエスケープの2頭が先行争いを演じるもペースは上がらず、1000メートルの通過は61秒8。淡々とした展開の中でジャングルポケットとともに5番手を追走。その直後にアグネスタキオンがつけて3コーナーに入ると久々のレースで手応えが悪いジャングルポケットが下がり気味になり、変わって上がってきたアグネスタキオンとともに先頭に立つ勢いで直線へ入った。しかし、前走までのような伸びがなくクロフネをマークしていたアグネスタキオンに難なく抜き去られ、さらにはゴール前でジャングルポケットにも先着を許しての3着に敗れた。
レース後、松永は「今日はテンから外へ逃げ気味。ロスが多かったよ」とコメントし、松田は「エリカ賞と同じタイム（2分1秒2）で勝てる」とみていたが、アグネスタキオンのタイムはそれを0秒4上回るレコードであった。松田は「初めて味わう挫折」であったと述べている。レース後のレントゲン検査では左内側の管骨溜が判明し、当年はこのレースを最後に休養に入った。

#### 3歳時（2001年）

##### NHKマイルカップ、日本ダービー
3歳となっての初戦は、当初は2月4日に東京競馬場で行われる共同通信杯を目標に調整を進めていたが、軽い骨瘤と歯替わりがあったため回避し、3月24日の毎日杯に出走した。レースが行われるまでの調教はモタれる癖を矯正するためにブリンカーを着用して行い、レースでもブリンカーを着用して出走した。それまでの4レースで鞍上を務めた松永幹夫はドバイへ遠征を行っていたため四位洋文に乗り替わっての出走となり、単勝1.3倍の1番人気に支持された。終始楽な手応えで2番手を追走し、直線入り口で馬なりのまま先頭に立ち、4コーナーでルゼルとコイントスが迫っていったもののスピードの違いで振り切って瞬く間にリードを広げていき、2着コイントスに5馬身、3着ダイタクバートラムにさらに5馬身という差をつけて重賞初勝利を挙げた。後半5ハロンは全て11秒台で走り、走破タイム1分58秒6は前走同じ距離で走ったアグネスタキオンのタイムを2秒2上回り、古馬のコースレコードに0秒3差迫るという優秀なものだった。レース後、四位洋文は「僕は乗ってただけでした。本当にいい馬。順調にいってほしいですね」とコメントし、松田は「3か月かけてまっすぐ、かつ自信を持って走れるようにテーマを持ってきました。いろんなことをクリアしてきましたが、前に馬を置いて願ったりのレースができましたね。より強い勝ち方をすることで、ファンも喜んでくれるでしょう。次走はNHKマイルカップを使う公算が大きいですが、ブリンカーは取る予定。そこでどんな走りをするかチェックしてダービーに向かいます」とコメントした。
日本ダービーを目指すに当たっては、GI・NHKマイルカップで2着までに入るか、京都新聞杯または青葉賞に勝利するという条件を満たす必要があった。それまでの出走歴から、2000メートルの京都新聞杯か、ダービーと同じ2400メートルの青葉賞に向かうともみられていたが、松田は馬主の金子と相談のうえで、距離が1600メートルと短いNHKマイルカップを選択。東京競馬場のゆったりとしたコース形態と、GIの格を重視してのものだった。また、クラシック三冠初戦の皐月賞を無敗のまま制したアグネスタキオンを意識し、「GIのタイトルを持ってアグネスタキオンと対決すれば、よりダービーが盛り上がるだろうと決めた」と公言してもいたが、アグネスタキオンはNHKマイルカップの最終追い切りを済ませた後に屈腱炎を発症と報じられて戦線を離脱。以後復帰することなく、9月に引退している。
5月6日に迎えたNHKマイルカップでは、馬主の金子が当時フランスに滞在していた武豊に直接騎乗を依頼し、武もこれを快く承諾したため新コンビを組んでの出走となった。当日は単勝オッズ1.2倍の1番人気に支持される。スタートが切られると行き脚がつかず、それまで好位からのレースを続けていたところから一転し、後方14番手から進むことになった。平均ペースで流れるなか、そのまま後方待機策をとると、最後の直線では馬群を縫うようにして抜け出していった。その時点ではまだ10番手で逃げるグラスエイコウオーと未だ大きな差があったが、鞍上の武が鞭を入れると一気に加速し、ゴール前で同馬を半馬身差し切っての優勝を果たした。クロフネに加え、松田にとってもこれが開業6年目でのGI初制覇となった。武豊もデビュー2年目からの連続GI勝ちの記録を14年に伸ばした。出走権獲得となったダービーへ向け、松田は「道中の位置取りに少しハラハラしました。後方から直線だけで差し切っての競馬でしたが、次のダービーにつながる内容だったと思います」と感想を述べ、また武は「ストライドが大きく、乗っていてあまりスピード感がない馬なので一瞬心配しましたが、きちんと差し切ってくれましたね。素晴らしい馬だと思います。間違いなくダービーの有力馬の1頭でしょう」と称えた。
日本ダービー（5月27日）ではアグネスタキオンこそ不在だったが、皐月賞2着のダンツフレーム、同3着のジャングルポケットが顔を揃え、クロフネに対する皐月賞上位馬の決戦という図式となった。1番人気には皐月賞で大きな出遅れから3着まで追い上げたジャングルポケットが推されて2.3倍、クロフネが3倍でこれに続き、ダンツフレームが6倍という順となった。スタートが切られるとテイエムサウスポーが大逃げを打ち、ダンツフレームが2番手集団の前方、ジャングルポケットが12番手、その直後にクロフネという隊列となった。重馬場にもかかわらず、1000メートル通過は58秒4とダービー史上最速のペースとなり、ダンツフレームが位置取りを下げて一時は上位人気3頭が並ぶように進む。第3コーナー過ぎからクロフネとダンツフレームが上位に進出していき最後の直線に入ったが、仕掛けを遅らせたジャングルポケットが抜け出しを図る両馬を一気にかわし、ダンツフレームに1馬身半差を付けて優勝。クロフネは伸びあぐねて5着と敗れた。松田によれば、ダービーに向けての「手加減した調整」が裏目に出たといい、「5着という着順は、成功したという感じはもちろんないし、かといって、大きく失敗したという感じもない。馬主さんも褒めもしないし、非難もしない。何となく中途半端なレースになってしまった」と振り返っている。

##### 天皇賞への蹉跌
夏の休養を経ての秋シーズンは、これも当年より外国産馬に2頭の出走枠が設けられた天皇賞（秋）を目標に、9月の神戸新聞杯から復帰。鞍上は蛯名正義が務めた。ここではダービー2着のダンツフレームと再戦することになったが、当日の1番人気は札幌記念でジャングルポケットを破っていた外国産馬エアエミネムに譲った。レースではスタートで躓いて後手を踏み、道中もスローペースを堪えきれず蛯名との折り合いを欠いた。最後の直線では鋭く追い込んだものの、勝ったエアエミネム、さらにサンライズペガサスも捉えきれず3着と敗れた。松田は「馬が気負いすぎて出遅れてしまった。本当なら馬群の外目を先行するはずだったので、差す競馬は予定外だった。それでも終いの脚は良かったし、天皇賞に向けて収穫はあったと思う」と語った。敗れはしたものの、上がり3ハロンはメンバー中最速の34秒2をマークした。
その後は天皇賞出走を予定していたが、2頭の外国産馬枠に対して獲得賞金額でクロフネを上回る年長馬のメイショウドトウとアグネスデジタルが優先権をもったことから、出走することができなくなった。2頭のうちアグネスデジタルは直前になって急遽出走を決めたもので、クロフネへの期待を摘まれた一部ファンからはアグネスデジタル陣営への非難の声が上げられた。松田も「『まさか』が正直な気持ちだった」と振り返っているが、この時点で翌年の予定にダートGI競走・フェブラリーステークスが入っていたことから、これを機会に一度ダートを走らせようと、天皇賞前日に行われるGIII・武蔵野ステークスに出走することになった。

##### ダートで他を圧倒
当日は1番人気ながらオッズでは連勝中のエンゲルグレーゼと2倍台を分け合った。外の15番枠から好スタートを切ると中団の好位につけ、初ダートとは思えぬ抜群の行きっぷりで楽々とハイペースを追走。3コーナーを前にして動き出すと、第4コーナーでは一気に先頭を行くサウスヴィグラスに並びかける。最後の直線では後続を引き離し、前年のNHKマイルカップ優勝馬・イーグルカフェに9馬身差をつけて圧勝した。走破タイム1分33秒3は、1992年にナリタハヤブサが記録した1分34秒5を1秒2更新するJRAレコードであり、芝コースのタイムに匹敵するものだった。騎乗した武は「3コーナーから一気に上がっていく競馬を、あえてしてみた。普通、直線が長くて最後に坂がある東京であんなレースをしたら、惨敗するのが当たり前だが、この馬は最後に突き放して勝ってくれた。他の馬とは次元が違うというか、レベルが違いすぎた」と振り返っている。なお、翌日に行われた天皇賞ではアグネスデジタルが優勝し、同馬の馬主である渡辺孝男は「周りから心ないことを色々言われたが、言った人たちは恥をかいたんじゃないか」と語った。

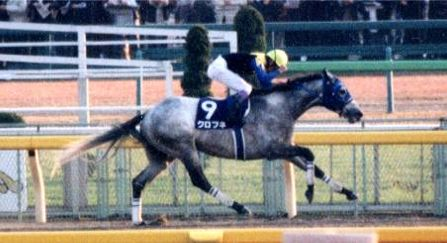
クロフネ（2001年11月24日、東京競馬場）

11月24日、ダートの国際招待競走・ジャパンカップダートへ出走。当年はアメリカから一線級の実績馬であるリドパレスが出走したが、クロフネは同馬を抑えオッズ1.7倍の1番人気に支持された。スタート直後クロフネは隣のゲートのジェネラスロッシと接触、やや出負けした感じで後方からの競馬となったが、2コーナーで外に出すと馬なりのまま徐々に順位を上げていく。3コーナーを前にしてリドパレスもかわして3番手まで上がると、4コーナーで持ったままで単独の先頭に躍り出た。直線に入ると独走態勢となって前年度優勝馬ウイングアローに7馬身差をつけての優勝を果たした。走破タイム2分5秒9は同馬が前年度に記録した2分7秒2を1秒3更新する、2戦連続のJRAレコードであった。武は「これまでにも、いい馬にたくさん乗せていただきましたが、今日のレースに限って言えば、今まで乗ってきた馬の中でも、こんなに強い馬はいませんでした」と称え、松田は「スムーズに4コーナーを回ったところで勝てると思いました。レコードで2回続けて走ったので、注意深く馬の様子を見ていく必要がありますね」とコメントした。8着と敗れたリドパレス騎乗のジェリー・ベイリーは「言い訳はしない。勝った馬が強すぎた」と述べた。

##### 引退
ジャパンカップダートの後は休養に入り、翌年にはダートで行われる世界最高賞金競走・ドバイワールドカップを目標とすることが決定していた。12月6日には有馬記念のファン投票の最終集計結果が発表され、クロフネ陣営は出走回避を明言していたものの8万9171票を集め、このレースを以って引退するテイエムオペラオーに次ぐ2位に選ばれていた。しかし、それから19日後の12月25日、スポーツ紙が一斉にクロフネが右前脚に屈腱炎を発症、最悪引退と報道した。報道3日前の22日、フェブラリーステークスに向けて調整されていたクロフネは調教後、右前脚に熱を持っていることが判明し、直ちに栗東トレーニングセンター競走馬診療所で検査を受けた。検査の結果右前浅屈腱炎、少なくても9か月の休養が必要と診断され、これで翌年出走を予定していたドバイワールドカップ、ブリーダーズカップクラシックへの出走プランはすべて白紙となった。報道翌日の26日には競走登録の抹消と種牡馬入りが発表された。引退の報を聞いた武豊は「来年を楽しみにしていただけに本当に残念です」とコメントし、松田は後に調教師としての立場からこの故障について次のように語っている。
翌年1月、年度表彰・JRA賞が発表され、クロフネは最優秀ダートホースに選出された。同月15日には、ダート競走格付け委員会によるダートグレード競走最優秀馬にも選ばれた。またJPNクラシフィケーションでは、ダート2戦の内容が北米のハンディキャッパーからも高く評価され、アメリカのケンタッキーダービー優勝馬モナーコスと並び、国内ダートでは史上最高評価となる125ポンドを獲得、3歳のMコラム（1400メートル以上、1900メートル未満）では芝を含めても世界第1位となった。

### 種牡馬時代
2002年より社台スタリオンステーションで種牡馬となり、初年度から201頭の交配相手を集めた。初年度産駒は2005年にデビュー、フサイチリシャールが朝日杯フューチュリティステークスを制し順調なスタートを切る。2007年以降はランキング10位以内に定着し、2010年には3位、2011年には2位を記録している。2015年には史上16頭目となる産駒のJRA通算1000勝を達成した。芝、ダートの双方で重賞勝利馬を輩出しているが、特に牝馬の活躍が多い。産駒は芝、ダートを問わずに走ることから中央のみならず地方でも多数活躍しており、2021年8月22日現在、中央・地方合計で1686頭が出走し、このうち1210頭が勝ち上がっているが、これは日本で供用された種牡馬の歴代最多記録であり、中央・地方合計の勝鞍4339勝は歴代第2位である。2023年にはママコチャがスプリンターズステークスを制したことで、2005年フサイチリシャールの東京スポーツ杯2歳ステークス制覇から産駒が19年連続でJRAの重賞を勝利。これはパーソロン（1969年～1987年）と並んで歴代1位タイの記録である。しかし、2024年12月21日、阪神カップで産駒のママコチャが5着に敗戦し、同年残る重賞競走の有馬記念とホープフルステークスに産駒のエントリーがないため記録更新はならなかった。2001年には父・フレンチデピュティも日本に輸入されて数々の重賞勝利馬を輩出し、北米の主流血統であったヴァイスリージェント系の日本への定着に父子で貢献した。
2019年からは体調面がすぐれないために種付けを中止して経過観察をしていたが、良化の兆候がみられず高齢となったこともあり、2020年をもって種牡馬を引退することとなった。その後は社台スタリオンステーションで引き続き余生を過ごしていたが、2021年1月17日14時、老衰のため、死亡した。クロフネ死亡時点で後継種牡馬はテイエムジンソク一頭のみであるが、この種付け数が2020年は7頭となっている。

## 競走成績
以下の内容は、JBISサーチおよびnetkeiba.comに基づく。
| 競走日     | 競馬場 | 競走名             | 格      | 距離 （馬場） | 頭 数 | 枠 番 | 馬 番 | オッズ （人気） | 着順 | タイム （上り3F） | 着差 | 騎手      | 斤量 [kg] | 1着馬（2着馬）         | 馬体重 [kg] |
| ---------- | ------ | ------------------ | ------- | ------------- | ----- | ----- | ----- | --------------- | ---- | ----------------- | ---- | --------- | --------- | ---------------------- | ----------- |
| 2000.10.14 | 京都   | 3歳新馬            |         | 芝1600m（良） | 9     | 4     | 4     | 006.90（3人）   | 02着 | R1:35.7（34.2）   | -0.0 | 0松永幹夫 | 53        | エイシンスペンサー     | 516         |
| 0000.10.28 | 京都   | 3歳新馬            |         | 芝2000m（良） | 9     | 3     | 3     | 001.30（1人）   | 01着 | R2:00.7（34.8）   | -0.3 | 0松永幹夫 | 53        | （マイネルエスケープ） | 512         |
| 0000.12.03 | 阪神   | エリカ賞           | 500万下 | 芝2000m（良） | 12    | 7     | 10    | 001.30（1人）   | 01着 | R2:01.2（35.1）   | -0.5 | 0松永幹夫 | 54        | （ダイイチダンヒル）   | 508         |
| 0000.12.23 | 阪神   | ラジオたんぱ杯3歳S | GIII    | 芝2000m（良） | 12    | 5     | 5     | 001.40（1人）   | 03着 | R2:01.4（34.8）   | -0.6 | 0松永幹夫 | 54        | アグネスタキオン       | 514         |
| 2001.03.24 | 阪神   | 毎日杯             | GIII    | 芝2000m（良） | 11    | 2     | 2     | 001.30（1人）   | 01着 | R1:58.6（34.5）   | -0.9 | 0四位洋文 | 55        | （コイントス）         | 510         |
| 0000.05.06 | 東京   | NHKマイルC         | GI      | 芝1600m（良） | 18    | 2     | 4     | 001.20（1人）   | 01着 | R1:33.0（34.3）   | -0.1 | 0武豊     | 57        | （グラスエイコウオー） | 506         |
| 0000.05.27 | 東京   | 東京優駿           | GI      | 芝2400m（重） | 18    | 8     | 17    | 003.00（2人）   | 05着 | R2:27.9（36.7）   | -0.9 | 0武豊     | 57        | ジャングルポケット     | 510         |
| 0000.09.23 | 阪神   | 神戸新聞杯         | GII     | 芝2000m（良） | 12    | 6     | 7     | 004.40（2人）   | 03着 | R1:59.6（34.2）   | -0.1 | 0蛯名正義 | 56        | エアエミネム           | 520         |
| 0000.10.27 | 東京   | 武蔵野S            | GIII    | ダ1600m（良） | 15    | 8     | 15    | 002.30（1人）   | 01着 | R1:33.3（35.6）   | -1.4 | 0武豊     | 57        | （イーグルカフェ）     | 520         |
| 0000.11.24 | 東京   | ジャパンCダート    | GI      | ダ2100m（良） | 16    | 5     | 9     | 001.70（1人）   | 01着 | R2:05.9（35.8）   | -1.1 | 0武豊     | 55        | （ウイングアロー）     | 520         |

- タイム欄のRはレコード勝ちを示す。

## 特徴・評価
4戦で騎乗した武豊は、2003年に行われたインタビューの中で「今まで乗った馬で『凄さ』を感じたのは、オグリキャップ、サイレンススズカ、そしてクロフネぐらい」、「全く別の次元の競馬をして、能力の高さだけで押し切れる。そんな馬はそうそういない」と述べている。また、乗り味の良さは抜群のものであったといい、「これほど大きいストライドで走る馬は、なかなかいない」とも評している。武はクロフネに人気がある理由について「負けるときは負けるけど、（勝つときは）ぶっチギって勝つからでしょうね」としており、このような競走成績からテイエムオペラオーより強いというイメージを持っている人も多いのではないかと述べている。評論家の吉沢譲治もストライドの大きさに言及し、「まるで1頭だけ、むかしの長距離戦を走っているようだった。そのふわりふわりと走るさまが、遊んでいるようにも、はなからやる気がないようにも見えた」と評している。
ダートでは日本競馬史上の最強馬とも評される。日本中央競馬会 (JRA) の広報誌『優駿』が2012年に読者へ行った「カテゴリー別最強馬」のアンケートでは、ダート部門で2位ホクトベガに3倍以上の差を付ける532票を集め、第1位に据えられた。生産者、騎手、調教師にもあわせてアンケートがとられ、回答者17人のうち、松田国英・池江泰郎・池江泰寿・岡田繁幸・国枝栄・小島茂之・四位洋文・中舘英二・松永幹夫の9人がクロフネをダートの最強馬として挙げた。岡田は「アメリカのダートでも勝負できたかもしれないと思わせるほど、能力が高かった」と添えている。松田は「普通、ダート馬は勝ち気で人の言うことをあまり聞かないようなタイプが多いが、クロフネは精神的に余裕があって、おっとりしていた。精神面だけでなく、肉体面も立派な馬だった。フレンチデピュティ産駒らしい顎の張った馬で、だから飼い葉食いも良く、筋肉の盛り上がった雄大な馬体をしていた。だからといって、決してパワータイプという感じではなかった。素晴らしいスピードがあって、芝でも通用するダート馬だったと思う」と評した。伊藤雄二は、東京競馬場のダートコースが速い時計の出る造りになっているとはいえダートのクロフネは本当に走る馬だと評しており、ジャパンカップダート後も怪我をせずに予定通りドバイワールドカップに出走していたら勝てたのではないかと述べている。
武蔵野ステークス（ダート1600m・1分33秒3）、ジャパンカップダート（ダート2100m・2分05秒9）の2戦で記録した中央競馬のダート競走における距離別レコードタイム（3歳以上）は20年以上更新されていない上に（2021年現在）、中央競馬のダート競走における距離別レコードタイム（3歳以上）のうち現存しない距離のレコードタイムを除くと良馬場で記録されたものはクロフネによるこの2戦の記録のみである
。

### 表彰
| 年度   | 表彰                       | 票数    | 出典   |
| ------ | -------------------------- | ------- | ------ |
| 2001年 | JRA賞最優秀ダートホース    | 282/283 | [ 44 ] |
| 2001年 | ダートグレード競走最優秀馬 | -       | [ 45 ] |

### レーティング
| 年度   | 種類                    | 馬齢      | 馬場   | 距離区分 (m)    | 値  | 出典   |
| ------ | ----------------------- | --------- | ------ | --------------- | --- | ------ |
| 2000年 | JPNクラシフィケーション | （旧）3歳 | 芝     | -               | 107 | [ 61 ] |
| 2001年 | JPNクラシフィケーション | 3歳       | ダート | M (1400 - 1899) | 125 | [ 4 ]  |
| 2001年 | JPNクラシフィケーション | 3歳       | ダート | I（1900-2199）  | 125 | [ 4 ]  |
| 2001年 | JPNクラシフィケーション | 3歳       | 芝     | M（1400-1899）  | 113 | [ 4 ]  |
| 2001年 | 合同フリーハンデ        | 3歳       | ダート | M (1600)        | 124 | [ 62 ] |
| 2001年 | 合同フリーハンデ        | 3歳       | ダート | I (2000)        | 130 | [ 62 ] |
| 2001年 | 合同フリーハンデ        | 3歳       | 芝     | M (1600)        | 114 | [ 62 ] |
| 2001年 | 合同フリーハンデ        | 3歳       | 芝     | I (2000)        | 112 | [ 62 ] |
| 2001年 | 合同フリーハンデ        | 3歳       | 芝     | L (2400)        | 111 | [ 62 ] |

### 投票企画の結果
| 年度   | 企画者                 | 企画                             | 順位   | 出典   |
| ------ | ---------------------- | -------------------------------- | ------ | ------ |
| 2010年 | 優駿（日本中央競馬会） | 未来に語り継ぎたい不滅の名馬たち | 第19位 | [ 63 ] |
| 2015年 | 優駿（日本中央競馬会） | 未来に語り継ぎたい名馬BEST100    | 第19位 | [ 11 ] |
| 2021年 | 優駿（日本中央競馬会） | 新世紀の名馬BEST100              | 第14位 | [ 64 ] |
| 2024年 | 優駿（日本中央競馬会） | 未来に語り継ぎたい名馬BEST100    | 第31位 | [ 65 ] |

## 種牡馬成績

### 年度別成績
| 年     | 出走 | 出走 | 勝利 | 勝利 | 順位 | AEI  | 収得賞金         |
| 年     | 頭数 | 回数 | 頭数 | 回数 | 順位 | AEI  | 収得賞金         |
| ------ | ---- | ---- | ---- | ---- | ---- | ---- | ---------------- |
| 2005年 | 47   | 116  | 13   | 19   | 76   | 1.55 | 2億7580万1000円  |
| 2006年 | 147  | 687  | 55   | 71   | 25   | 1.37 | 7億9785万6000円  |
| 2007年 | 218  | 1331 | 103  | 170  | 10   | 1.61 | 13億9705万2500円 |
| 2008年 | 273  | 1814 | 137  | 211  | 5    | 1.91 | 20億7256万6000円 |
| 2009年 | 355  | 2371 | 164  | 264  | 5    | 1.61 | 22億3976万7000円 |
| 2010年 | 372  | 2627 | 178  | 310  | 3    | 1.74 | 26億2181万8000円 |
| 2011年 | 375  | 2660 | 161  | 296  | 2    | 1.77 | 26億1135万5500円 |
| 2012年 | 391  | 2928 | 181  | 322  | 5    | 1.60 | 23億9096万9000円 |
| 2013年 | 406  | 3158 | 176  | 353  | 8    | 1.31 | 19億9628万0500円 |
| 2014年 | 400  | 3088 | 169  | 339  | 9    | 1.18 | 17億8795万1250円 |
| 2015年 | 410  | 3259 | 187  | 318  | 7    | 1.19 | 18億2521万6000円 |
| 2016年 | 396  | 3456 | 188  | 347  | 6    | 1.23 | 19億3095万2000円 |
| 2017年 | 383  | 3400 | 180  | 344  | 7    | 1.31 | 21億3917万9000円 |

1. 出典：JBISサーチ「クロフネ 種牡馬成績、世代・年次別」
2. 2017年終了時点。

### 重賞勝利産駒

#### GI級競走優勝馬
※括弧内は当該馬の優勝重賞競走。太字はGI、JpnIおよびJ・GI競走。
- 2003年産
  - フサイチリシャール（2005年朝日杯フューチュリティステークス、東京スポーツ杯2歳ステークス 2006年阪神カップ[66]）
    - 2005年度最優秀2歳牡馬
- 2004年産
  - スリープレスナイト（2008年CBC賞、北九州記念、スプリンターズステークス[67]）
    - 2008年度最優秀短距離馬
- 2007年産
  - カレンチャン（2011年阪神牝馬ステークス、函館スプリントステークス、キーンランドカップ、スプリンターズステークス 2012年高松宮記念[68]）
    - 2011年度最優秀短距離馬
    - 2012年度最優秀4歳以上牝馬
- 2008年産
  - ホエールキャプチャ（2011年クイーンカップ、ローズステークス 2012年ヴィクトリアマイル 2013年府中牝馬ステークス 2014年東京新聞杯[69]）
- 2010年産
  - アップトゥデイト（2015年中山グランドジャンプ、小倉サマージャンプ、中山大障害、2017年阪神ジャンプステークス、2018年阪神スプリングジャンプ、2018年阪神ジャンプステークス）[70]
    - 2015年度最優秀障害馬
- 2012年産
  - クラリティスカイ（2014年いちょうステークス 2015年NHKマイルカップ[71]）
  - ホワイトフーガ（2015年関東オークス[72]、JBCレディスクラシック[73] 2016年TCK女王盃、スパーキングレディーカップ、JBCレディスクラシック 2017年マリーンカップ、さきたま杯[74]）
- 2014年産
  - アエロリット（2017年NHKマイルカップ[75]、クイーンステークス、2018年毎日王冠）
- 2018年産
  - ソダシ（2020年札幌2歳ステークス、アルテミスステークス、阪神ジュベナイルフィリーズ、2021年桜花賞、札幌記念、2022年ヴィクトリアマイル）
    - 2020年度最優秀2歳牝馬
    - 2021年度最優秀3歳牝馬
- 2019年産
  - ママコチャ（2023年スプリンターズステークス、2025年オーシャンステークス）[76]
    - 2023年度最優秀スプリンター

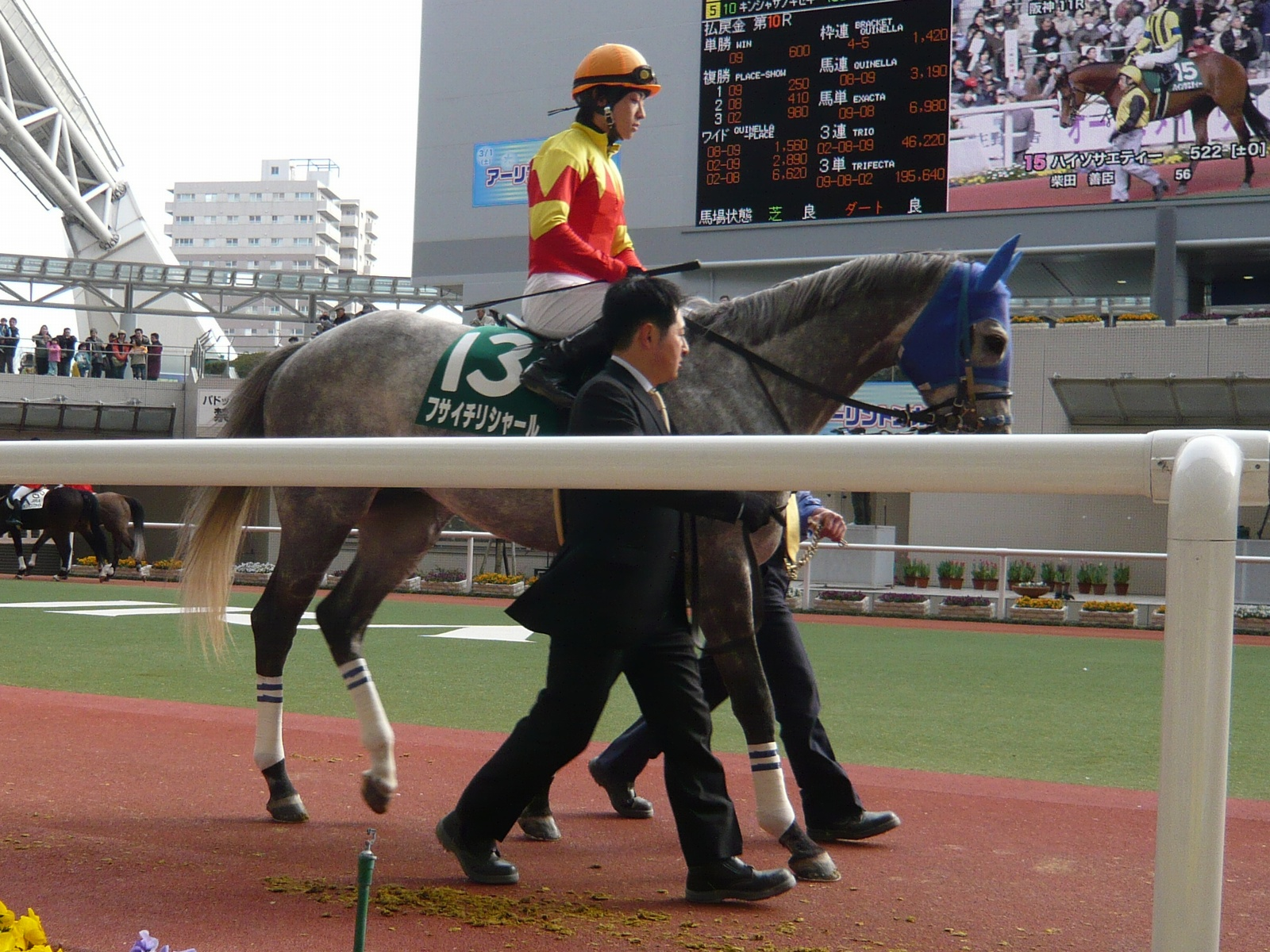
フサイチリシャール（2003年産）
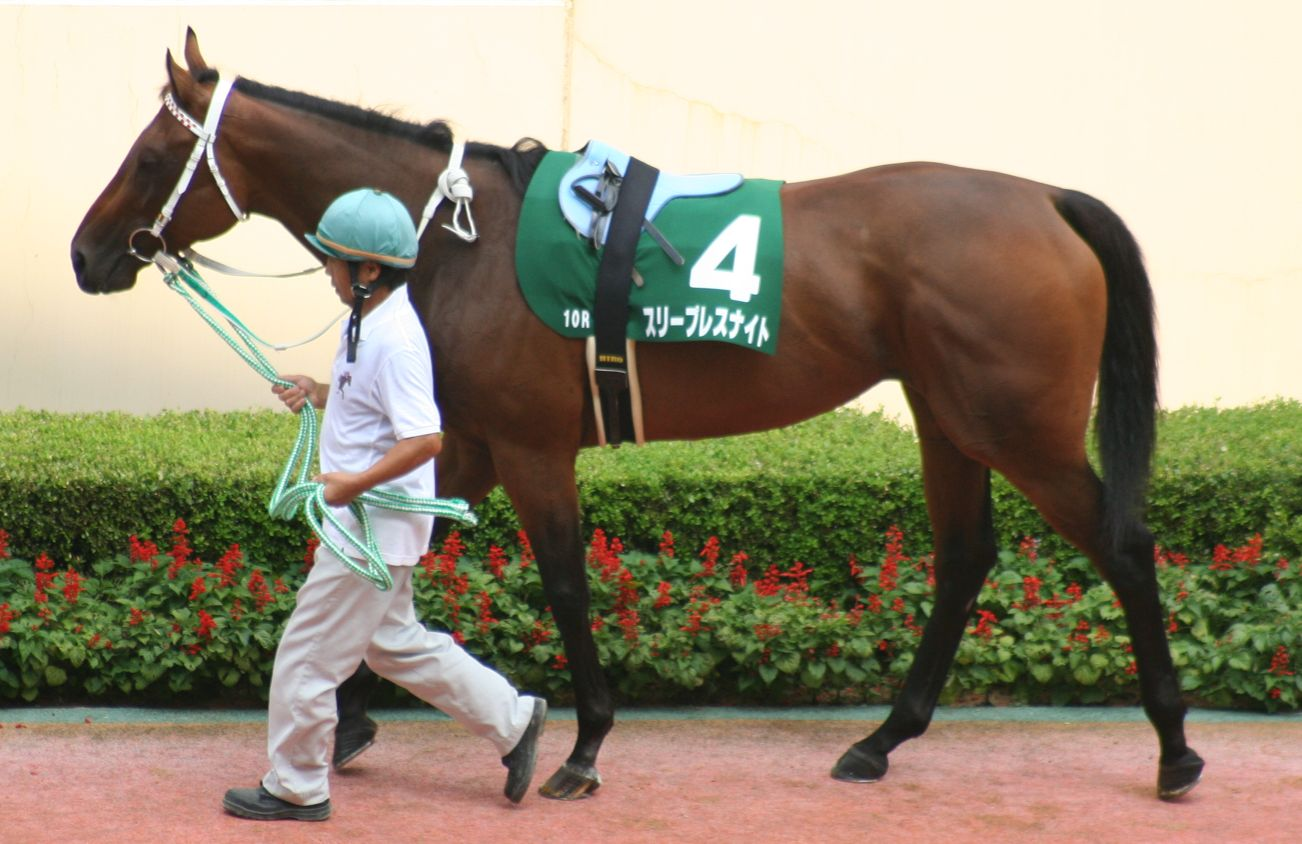
スリープレスナイト（2004年産）
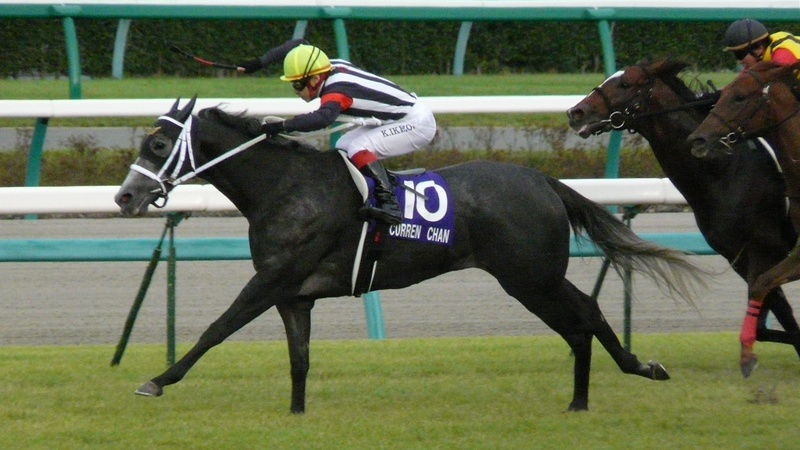
カレンチャン（2007年産）
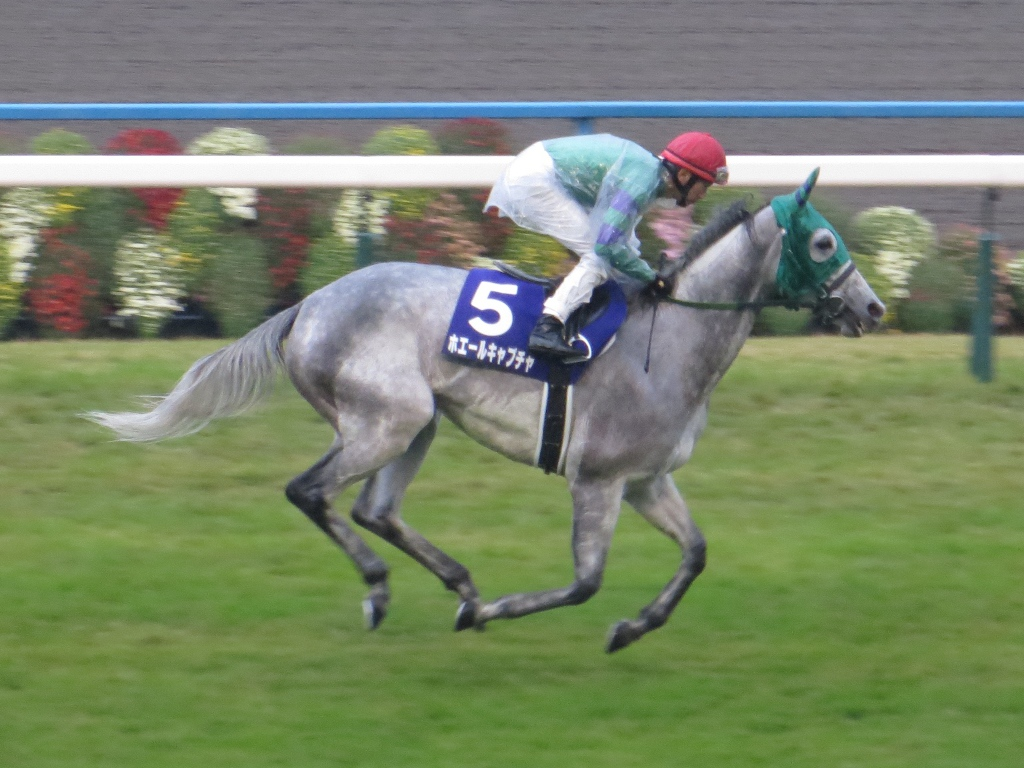
ホエールキャプチャ（2008年産）
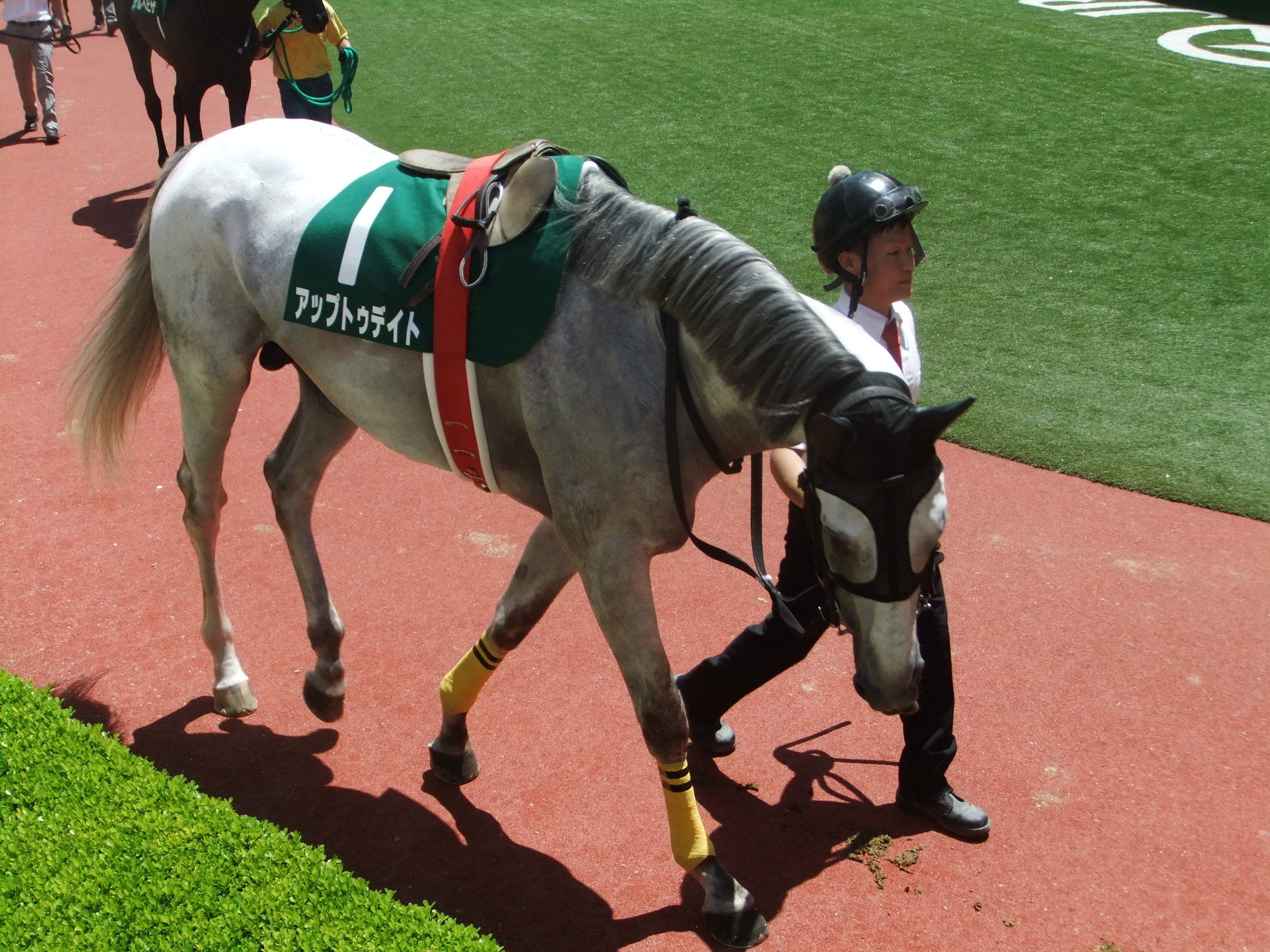
アップトゥデイト（2010年産）
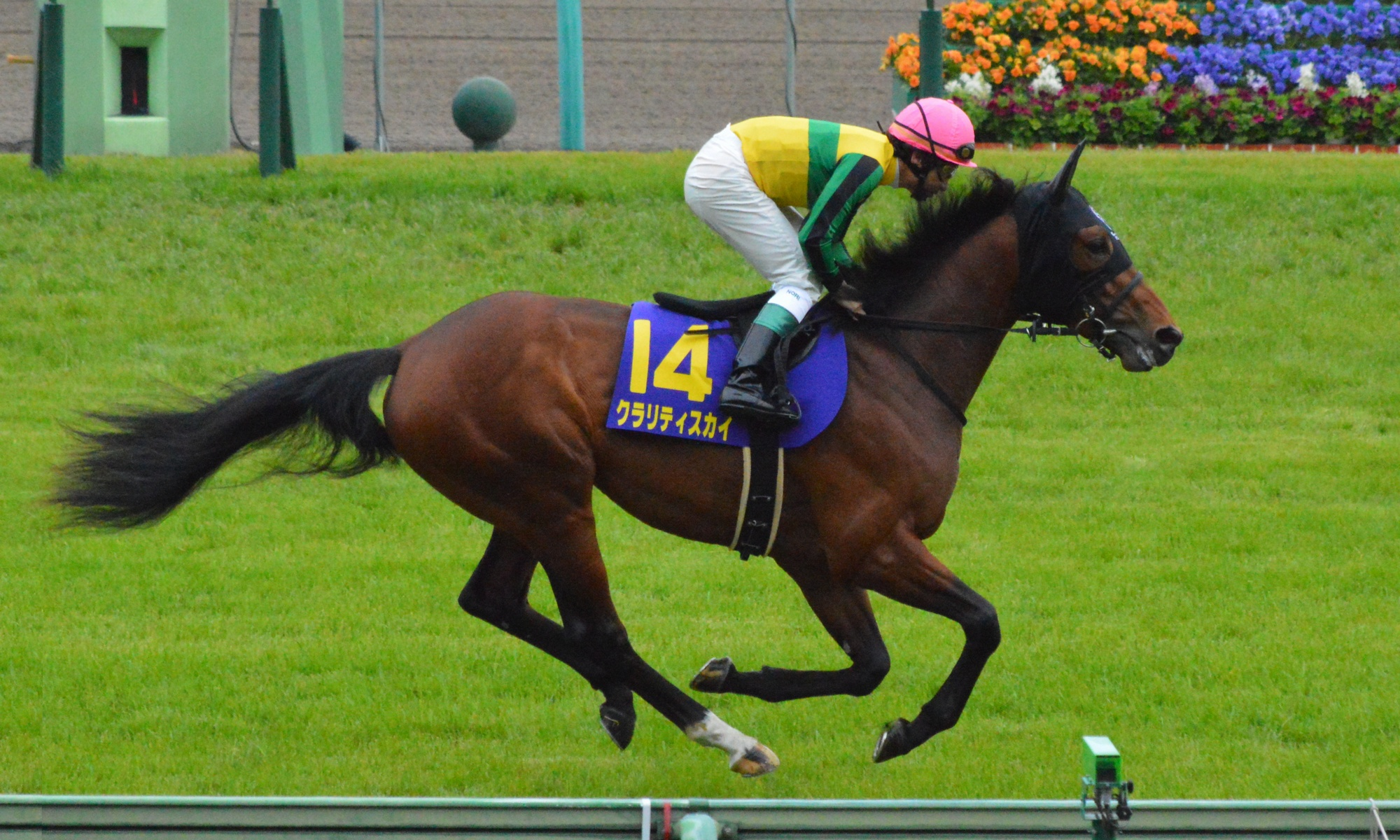
クラリティスカイ（2012年産）
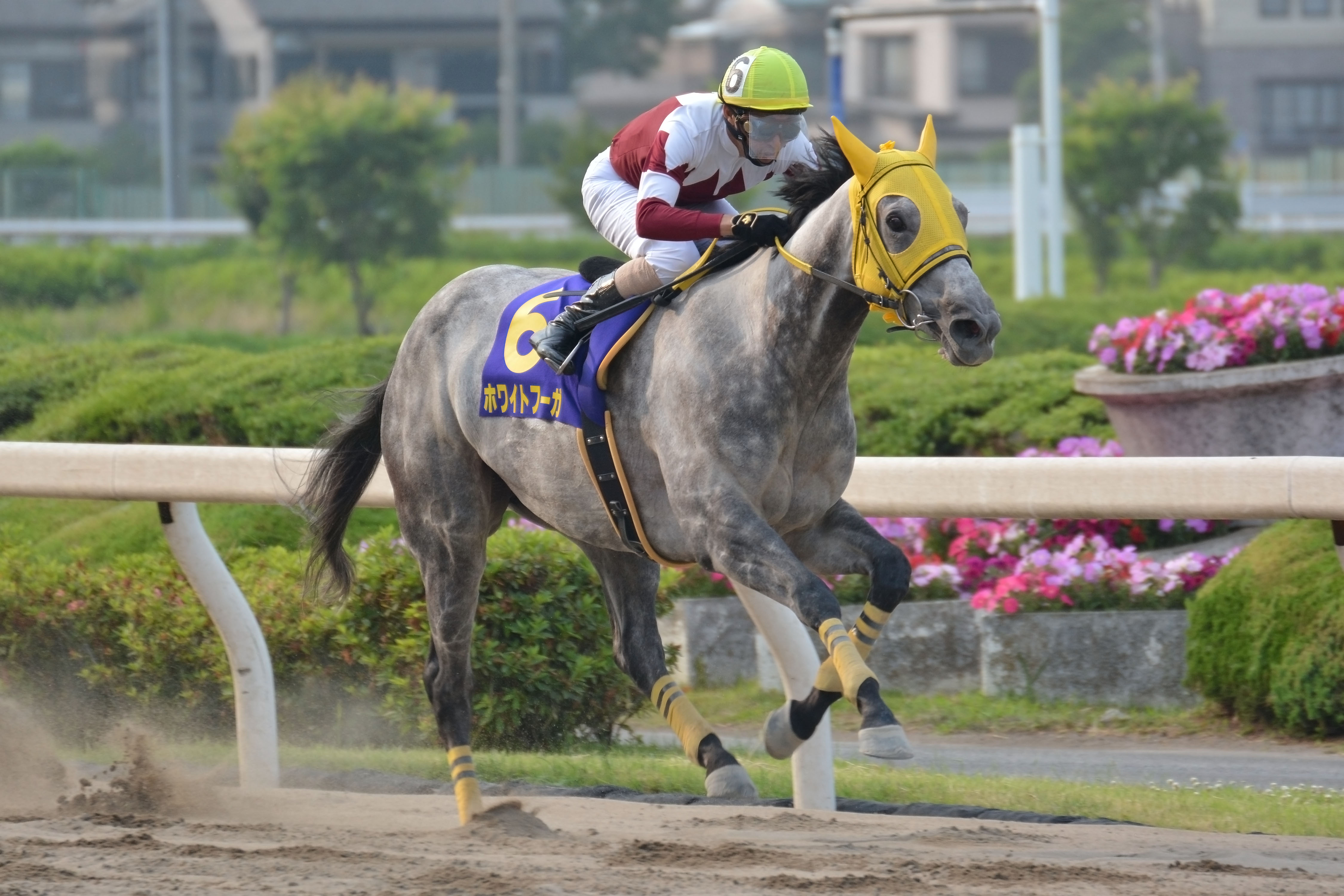
ホワイトフーガ（2012年産）
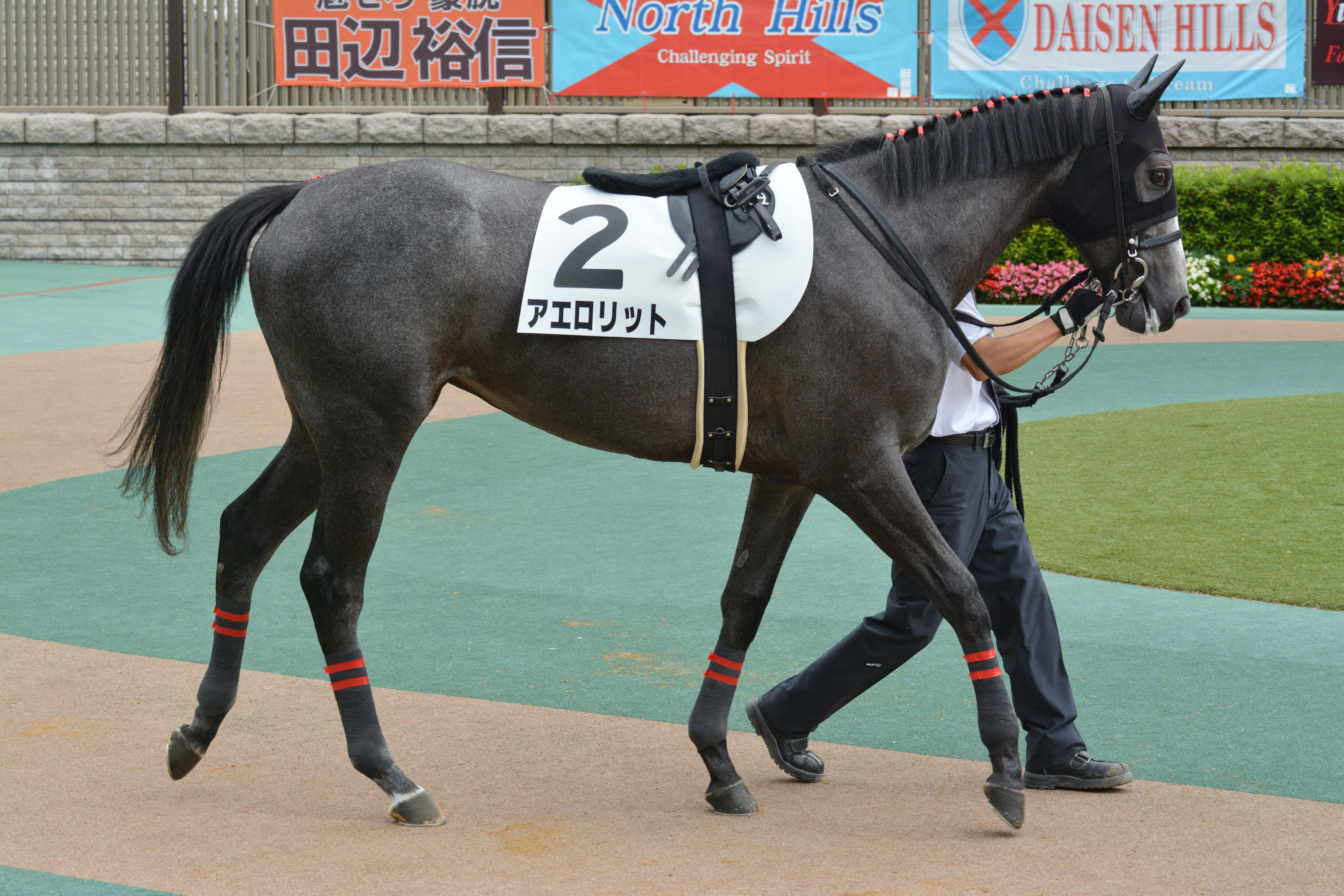
アエロリット（2014年産）
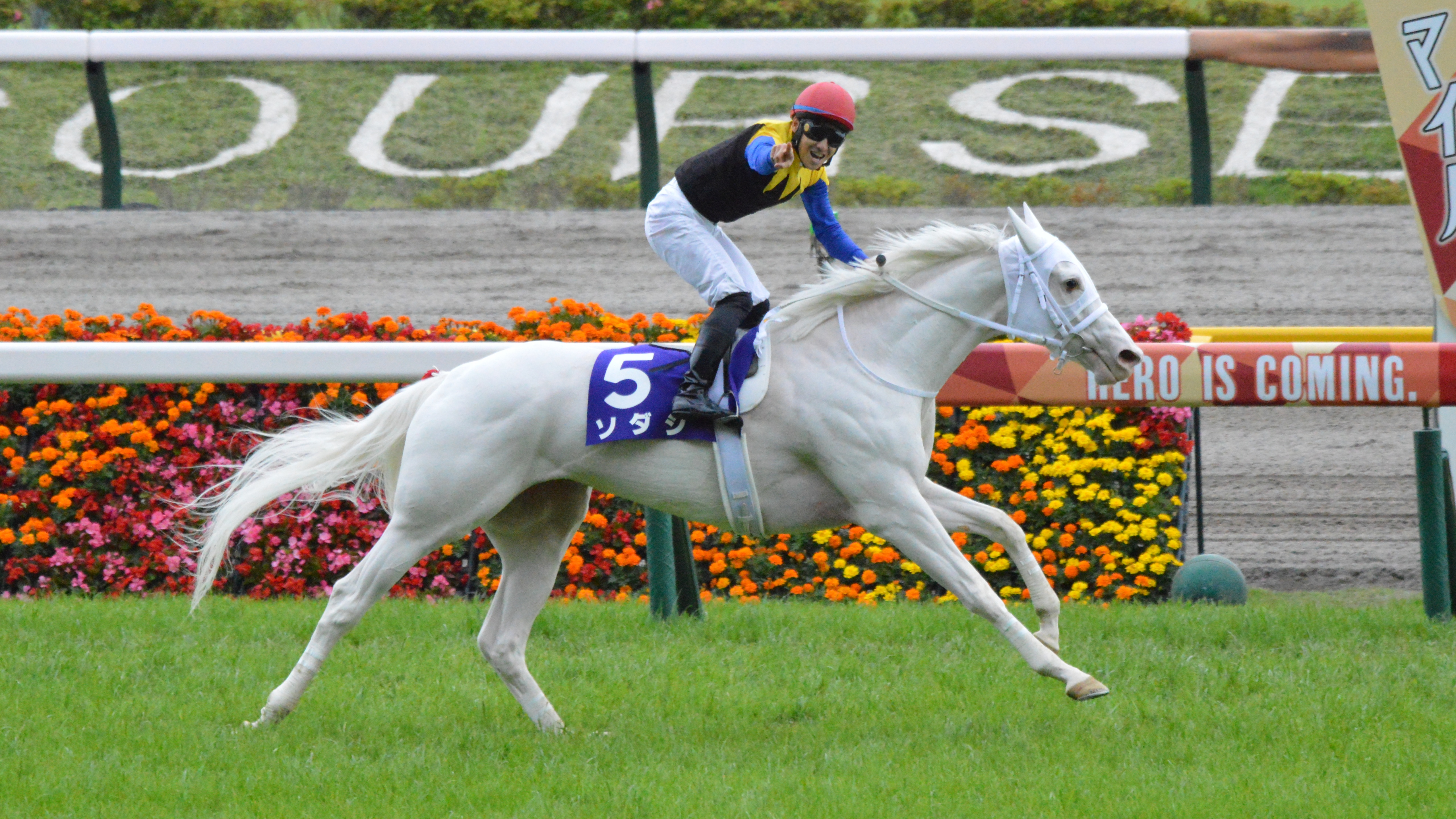
ソダシ（2018年産）
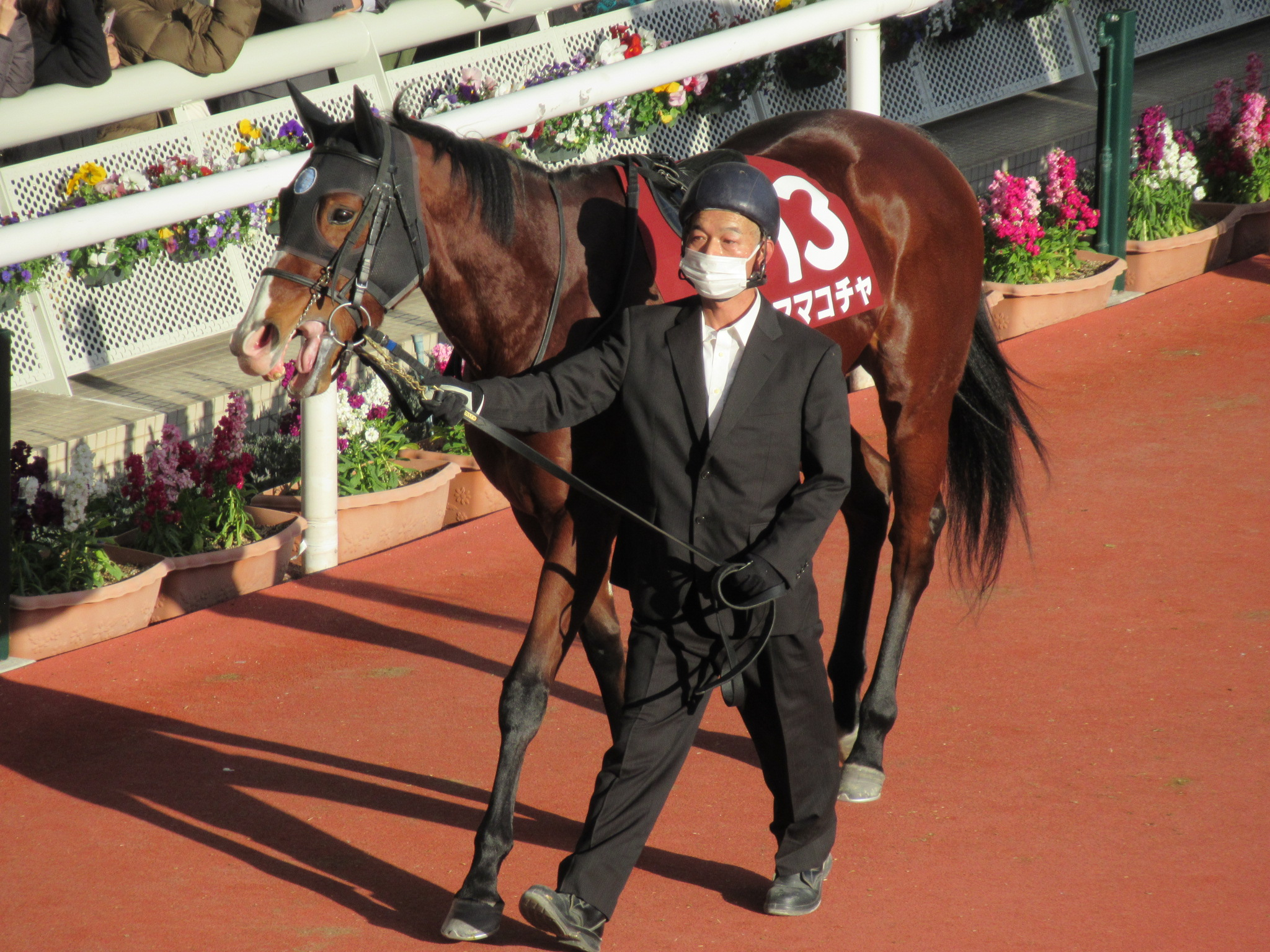
ママコチャ（2019年産）

#### その他グレード制重賞優勝馬
※GII、JpnIIおよびJ・GII以下の重賞優勝馬。
- 2004年産
  - ホワイトメロディー（2007年関東オークス、クイーン賞[77]）
- 2005年産
  - オディール（2007年ファンタジーステークス[78]）
  - ユキチャン（2008年関東オークス、2009年クイーン賞、2010年TCK女王盃[79]）
  - ブラボーデイジー（2009年福島牝馬ステークス 2010年エンプレス杯[80]）
- 2007年産
  - セイコーライコウ（2014年アイビスサマーダッシュ[81]）
  - ドリームセーリング（2016年京都ジャンプステークス[82]）
- 2008年産
  - マルモセーラ（2010年ファンタジーステークス[83]）
- 2009年産
  - アースソニック（2013年京阪杯[84]）
- 2010年産
  - ストークアンドレイ（2012年函館2歳ステークス[85]）
  - クロフネサプライズ（2013年チューリップ賞[86]）
  - インパルスヒーロー（2013年ファルコンステークス[87]）
  - マイネルクロップ（2015年佐賀記念、マーチステークス[88]）
- 2012年産
  - テイエムジンソク（2017年みやこステークス、2018年東海ステークス[89]）
- 2013年産
  - オウケンビリーヴ（2018年クラスターカップ[90]）
- 2014年産
  - ジューヌエコール（2016年デイリー杯2歳ステークス、2017年函館スプリントステークス）[91]
- 2015年産
  - パクスアメリカーナ（2019年京都金杯）[92]
- 2016年産
  - エメラルファイト（2019年スプリングステークス）[93]
- 2017年産
  - レーヌブランシュ（2020年関東オークス、2021年レディスプレリュード）[94]
- 2018年産
  - マリアエレーナ（2022年小倉記念）

#### 地方重賞優勝馬
※地方競馬限定格付けの重賞勝利馬。
- 2004年産
  - ディアーウィッシュ（2010年京成盃グランドマイラーズ、スパーキングサマーカップ、2011年京成盃グランドマイラーズ[95]）
  - スターシップ（2012年報知オールスターカップ、2013年報知グランプリカップ[96]）
  - ジョーモルデュー（2012年コスモバルク記念[97]）
- 2005年産
  - アースファイヤー（2009年ノースクイーンカップ[98]）
  - タートルベイ（2010年北國王冠、中日杯[99]）
  - ジョーイロンデル（2010年しらさぎ賞[100]）
  - ビーボタンダッシュ（2013年ファイナルグランプリ[101]）
- 2006年産
  - ベレンバン（2009年フロイラインカップ[102]）
- 2007年産
  - ハイパーフォルテ(2010年兵庫ダービー、2012年楠賞[103])
  - スウィングダンス（2012年名古屋記念[104]）
  - バトードール（2015年報知グランプリカップ[105]）
- 2008年産
  - ナターレ（2011年クラウンカップ、戸塚記念、2012年OROカップ、2013年しらさぎ賞、OROカップ[106]）
  - ミヤサンキューティ（2011年優駿スプリント、2012年東京シンデレラマイル[107]）
- 2009年産
  - ドラゴンシップ（2011年ローレル賞、ハイセイコー記念[108]）
  - ロクイチスマイル（2012年北斗盃[109]）
- 2010年産
  - カツゲキドラマ（2012年園田プリンセスカップ、プリンセス特別[110]）
  - エーシンスパイシー（2015年新春賞・園田[111]）
  - キョウワカイザー（2015年大分川賞、如月賞、黒髪山賞、佐賀弥生賞、佐賀皐月賞、遠賀川賞、五ケ瀬川賞、韓国岳賞、雲仙岳賞、中島記念、2016年球磨川賞、周防灘賞、中島記念、2017年九州オールカマー、九州大賞典、周防灘賞、中島記念[112]）
  - ナンディン（2015年スプリングカップ[113]）
  - スクワドロン（2016年黒潮スプリンターズカップ[114]）
- 2011年産
  - ホウライナデシコ（2014年スプリングカップ[115]）
  - サーモピレー（2014年東京湾カップ[116]）
  - ワットロンクン（2015年白嶺賞、2018年唐津湾賞[117]）
- 2012年産
  - トーコーヴィーナス（2014年園田プリンセスカップ、兵庫若駒賞、2015年園田クイーンセレクション、梅桜賞、東海クイーンカップ、のじぎく賞、2016年読売レディス杯、秋桜賞[118]）
- 2013年産
  - ディックカントウ（2016年あやめ賞[119]）
  - テイエムサンピラー（2017年鶴見岳賞、2018年春望賞[120]）
- 2014年産
  - アンティノウス（2021年プラチナカップ[121]）
  - ブラックランナー （2022年御厨人窟賞）
  - エルデュクラージュ　(2023年報知オールスターカップ、2024年報知グランプリカップ)
- 2016年産
  - ナガタブラック（2019年優駿スプリント[122]）
- 2017年産
  - コバルトウィング（2022年東海菊花賞）[123]

### 母の父としての主な産駒

#### グレード制重賞優勝馬
- 2008年産
  - カラフルデイズ（関東オークス[124]）
- 2011年産
  - ステファノス（富士ステークス[125]）
  - メドウラーク（七夕賞[126]、阪神ジャンプステークス）
- 2012年産
  - シャイニングレイ（ホープフルステークス、CBC賞[127]）
- 2014年産
  - アドマイヤミヤビ（クイーンカップ[128]）
  - カワキタエンカ（中山牝馬ステークス[129]）
  - ベストアクター（阪急杯）
- 2015年産
  - ノームコア（紫苑ステークス[130]、ヴィクトリアマイル、富士ステークス、札幌記念、香港カップ）
  - リュウノユキナ（東京スプリント2回、クラスターカップ）[131]
- 2016年産
  - ノーヴァレンダ（全日本2歳優駿、ダイオライト記念、*報知オールスターカップ）[132]
  - クロノジェネシス（クイーンカップ、秋華賞、京都記念、宝塚記念2回、有馬記念）[133]
    - 2020年度特別賞

  - ハヤヤッコ（レパードステークス、函館記念、アルゼンチン共和国杯）[134]
  - パッシングスルー（紫苑ステークス）[135]
  - リオンリオン（青葉賞、セントライト記念）[136]
  - ゲンパチルシファー（プロキオンステークス）[137]
  - ハヤブサナンデクン（マーチステークス）[138]
- 2017年産
  - レイパパレ（チャレンジカップ、大阪杯）
  - ヴェラアズール（京都大賞典、ジャパンカップ）[139]
  - イロゴトシ（中山グランドジャンプ2回）父：ヴァンセンヌ[140]
  - モズナガレボシ（小倉記念）
  - テリオスベル（クイーン賞）[141]
- 2018年産
  - ブレークアップ（アルゼンチン共和国杯）[142]
  - スルーセブンシーズ（中山牝馬ステークス）[143]
- 2019年産
  - スタニングローズ（フラワーカップ、紫苑ステークス、秋華賞、エリザベス女王杯）[144]
  - プラダリア（青葉賞、京都大賞典、京都記念）[145]
  - ガイアフォース（セントライト記念）[146]
  - ジュンブロッサム（富士ステークス）
- 2020年産
  - フェブランシェ（スパーキングレディーカップ）
- 2021年産
  - アマンテビアンコ（羽田盃）[147]
- 2022年産
  - エンブロイダリー（クイーンカップ、桜花賞）父：アドマイヤマーズ

#### 地方重賞優勝馬
- 2010年産
  - ガッツオブトップ（金沢プリンセスカップ[148]）
  - ユメノアトサキ（菊水賞、のじぎく賞、兵庫ダービー[149]）
  - タガノギャラクシー（金沢スプリントカップ[150]）
- 2011年産
  - ドラゴンエアル（ダービーグランプリ、報知オールスターカップ、瑞穂賞、コスモバルク記念[151]）
- 2012年産
  - ジュエルクイーン（ラブミーチャン記念、ゴールドジュニア、若草賞、ヒダカソウカップ2回、ビューチフルドリーマーカップ2回、ノースクイーンカップ[152]）
  - ユズチャン（花吹雪賞、ル・プランタン賞[153]）
- 2013年産
  - クインズサターン（道営記念2回、コスモバルク記念、旭岳賞）
- 2014年産
  - ミサイルマン（ハイセイコー記念、だるま夕日賞[154]）
  - ドリームズライン（駿蹄賞、東海ダービー、岐阜金賞[155]）
  - ローレライ（東京シンデレラマイル）
  - エルデュクラージュ（報知オールスターカップ）
- 2016年産
  - トーセンガーネット（ニューイヤーカップ、桜花賞【浦和】、東京プリンセス賞）
  - ケイアイターコイズ（ウポポイオータムスプリント）
- 2017年産
  - ネーロルチェンテ（ブロッサムカップ、ノースクイーンカップ、ヒダカソウカップ）[156]
  - エムティエーレ（金沢ヤングチャンピオン）
  - ファルコンビーク（川崎マイラーズ）
  - シェダル（摂津盃）
- 2018年産
  - マツリダスティール （若鮎賞、ジュニアグランプリ、イーハトーブマイル、不来方賞）
  - シビックドライヴ（サンライズカップ）
  - イロエンピツ（たんぽぽ賞）
  - パールプレミア （若草賞、兵庫ウインターカップ、サマーカップ）
  - シェナキング（菊水賞、MRO金賞）
  - ルーチェドーロ（フジノウェーブ記念、笠松グランプリ2回、東海桜花賞）
  - ロッキーブレイヴ（オータムカップ、ウインター争覇、マーチカップ）
- 2019年産
  - シャルフジン（ブリーダーズゴールドジュニアカップ）
  - レディーアーサー（イノセントカップ）
  - ケウ（ル・プランタン賞）
  - フジクラウン（イーハトーブマイル）
  - ガルボマンボ（高知優駿、黒潮菊花賞、高知県知事賞、だるま夕日賞、二十四万石賞、黒潮マイルチャンピオンシップ、珊瑚冠賞）[157]
  - カイル（東京ダービー、金盃）
  - セイルオンセイラー（ウインター争覇、飛山濃水杯、くろゆり賞）
  - ラブラブパイロ（ノースクイーンカップ）
- 2020年産
  - フジラプンツェル（若鮎賞、ビギナーズカップ、プリンセスカップ）
  - サラキャサリン（兵庫クイーンセレクション、若草賞）
  - ラヴィアン（コウノトリ賞）
  - ティアップエックス（だるま夕日賞）
- 2021年産
  - シトラルテミニ（金沢シンデレラカップ）[158]
- 2022年産
  - エバーシンス（ラブミーチャン記念）
  - サンカリプソ（サファイア賞）
- 2023年産
  - ゴッドバロック（サッポロクラシックカップ）

## 血統

### 血統背景
父フレンチデピュティ、母ブルーアヴェニューはいずれも、2001年に日本に輸入された。兄弟の主な活躍馬として、全妹のBella Bellucciがアメリカで重賞を2勝している。半妹ミスパスカリ（父Mr. Greeley）の産駒にマウントロブソン（2016年スプリングステークス）、ミヤマザクラ（2020年クイーンカップ）がいる。

### 血統表
| クロフネの血統                                          | クロフネの血統                    | クロフネの血統                    | （血統表の出典）                  | （血統表の出典） |
| 父系                                                    | デピュティミニスター系            | デピュティミニスター系            | デピュティミニスター系            | [ § 2 ]          |
| 父 *フレンチデピュティ French Deputy 1992 栗毛 アメリカ | 父の父Deputy Minister 1979 黒鹿毛 | Vice Regent                       | Northern Dancer                   | Northern Dancer  |
| 父 *フレンチデピュティ French Deputy 1992 栗毛 アメリカ | 父の父Deputy Minister 1979 黒鹿毛 | Vice Regent                       | Victoria Regina                   |                  |
| 父 *フレンチデピュティ French Deputy 1992 栗毛 アメリカ | 父の父Deputy Minister 1979 黒鹿毛 | Mint Copy                         | Bunty's Flight                    | Bunty's Flight   |
| 父 *フレンチデピュティ French Deputy 1992 栗毛 アメリカ | 父の父Deputy Minister 1979 黒鹿毛 | Mint Copy                         | Shakney                           |                  |
| 父 *フレンチデピュティ French Deputy 1992 栗毛 アメリカ | 父の母Mitterand 1981 鹿毛         | Hold Your Peace                   | Speak John                        | Speak John       |
| 父 *フレンチデピュティ French Deputy 1992 栗毛 アメリカ | 父の母Mitterand 1981 鹿毛         | Hold Your Peace                   | Blue Moon                         |                  |
| 父 *フレンチデピュティ French Deputy 1992 栗毛 アメリカ | 父の母Mitterand 1981 鹿毛         | Laredo Lass                       | Bold Ruler                        | Bold Ruler       |
| 父 *フレンチデピュティ French Deputy 1992 栗毛 アメリカ | 父の母Mitterand 1981 鹿毛         | Laredo Lass                       | Fortunate Isle                    |                  |
| 母 *ブルーアヴェニュー Blue Avenue 1990 芦毛 アメリカ   | 母の父Classic Go Go 1978 鹿毛     | Pago Pago                         | Matrice                           | Matrice          |
| 母 *ブルーアヴェニュー Blue Avenue 1990 芦毛 アメリカ   | 母の父Classic Go Go 1978 鹿毛     | Pago Pago                         | Pompilia                          |                  |
| 母 *ブルーアヴェニュー Blue Avenue 1990 芦毛 アメリカ   | 母の父Classic Go Go 1978 鹿毛     | Classic Perfection                | Never Bend                        | Never Bend       |
| 母 *ブルーアヴェニュー Blue Avenue 1990 芦毛 アメリカ   | 母の父Classic Go Go 1978 鹿毛     | Classic Perfection                | Mira Femme                        |                  |
| 母 *ブルーアヴェニュー Blue Avenue 1990 芦毛 アメリカ   | 母の母Eliza Blue 1983 芦毛        | Icecapade                         | Nearctic                          | Nearctic         |
| 母 *ブルーアヴェニュー Blue Avenue 1990 芦毛 アメリカ   | 母の母Eliza Blue 1983 芦毛        | Icecapade                         | Shenanigans                       |                  |
| 母 *ブルーアヴェニュー Blue Avenue 1990 芦毛 アメリカ   | 母の母Eliza Blue 1983 芦毛        | *コレラ Corella                   | Roberto                           | Roberto          |
| 母 *ブルーアヴェニュー Blue Avenue 1990 芦毛 アメリカ   | 母の母Eliza Blue 1983 芦毛        | *コレラ Corella                   | Catania                           |                  |
| 母系(F-No.)                                             | ブルーアヴェニュー(USA)系(FN:2-r) | ブルーアヴェニュー(USA)系(FN:2-r) | ブルーアヴェニュー(USA)系(FN:2-r) | [ § 3 ]          |
| 5代内の近親交配                                         | Nearctic 5×4、Nasrullah 5×5       | Nearctic 5×4、Nasrullah 5×5       | Nearctic 5×4、Nasrullah 5×5       | [ § 4 ]          |
| 出典                                                    | 1. 2. 3. 4.                       | 1. 2. 3. 4.                       | 1. 2. 3. 4.                       | 1. 2. 3. 4.      |